# الحبيل (الحيمة الخارجية)

تعديل مصدري - تعديل

الحبيل هي إحدى قرى عزلة بيت العليي بمديرية الحيمة الخارجية التابعة لمحافظة صنعاء، بلغ تعداد سكانها 253 نسمة حسب تعداد اليمن لعام 2004.